# László Mednyánszky
Dans le nom hongrois Mednyánszky László, le nom de famille précède le prénom, mais cet article utilise l’ordre habituel en français László Mednyánszky, où le prénom précède le nom.
Le baron László Mednyánszky (báró Mednyánszky László en hongrois, prononcer [ˈmɛdɲaːnski] [ˈlaːsloː], Ladislav Medňanský en slovaque), né le 23 avril 1852 à Beckó (en slovaque Beckov) en actuelle Slovaquie et mort le 19 avril 1919 à Vienne, est un peintre impressionniste hongrois. Il est aussi connu sous les noms de Ladislav Medňanský et de Ladislaus Josephus Balthasar Eustachius Mednyánszky.

## Biographie
Il est le neveu du baron Sándor Cézár Mednyánszky (hu), prêtre, ministre de la Défense durant la révolution  et de László Mednyánszky (hu), commandant et martyr de la Révolution hongroise de 1848.

## Galerie

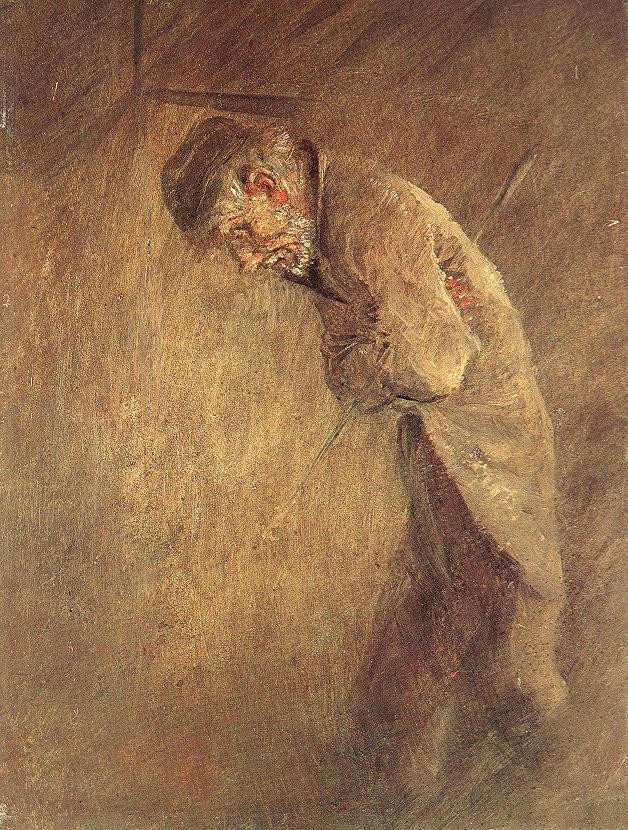
Vieux Mendiant (vers 1880)
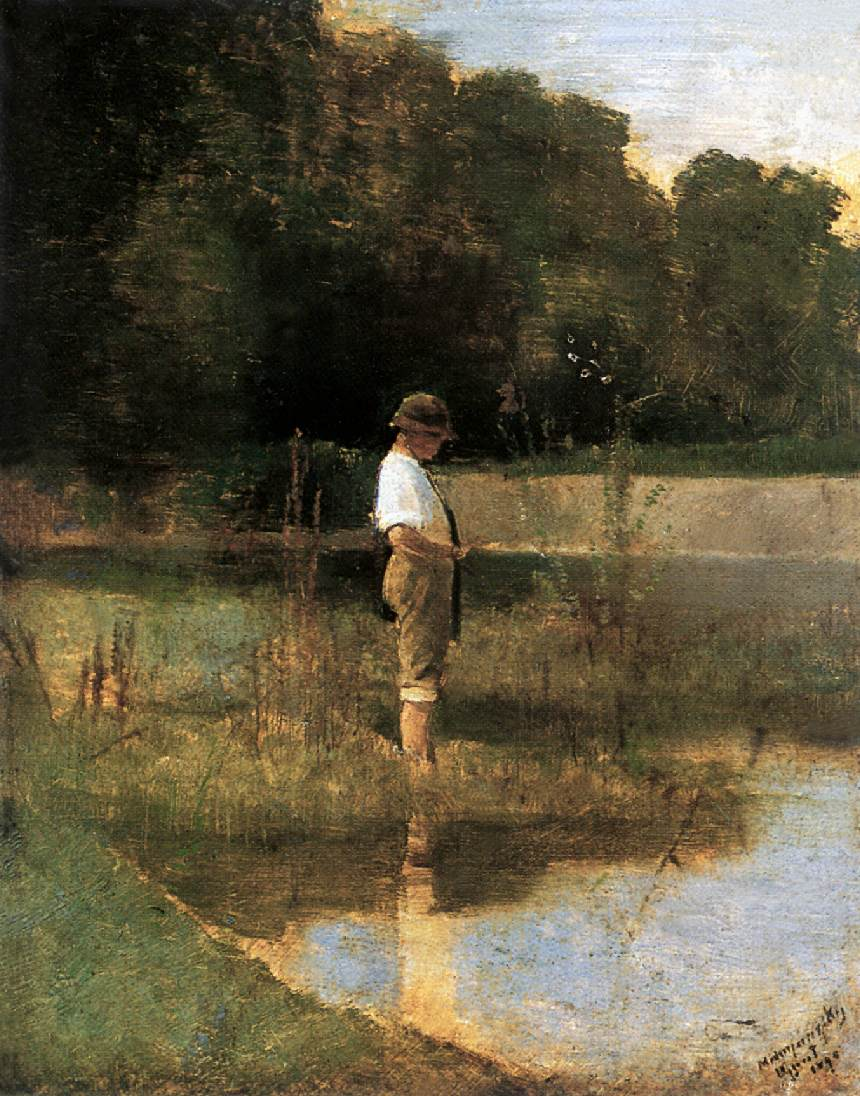
Pêcheur (1890)
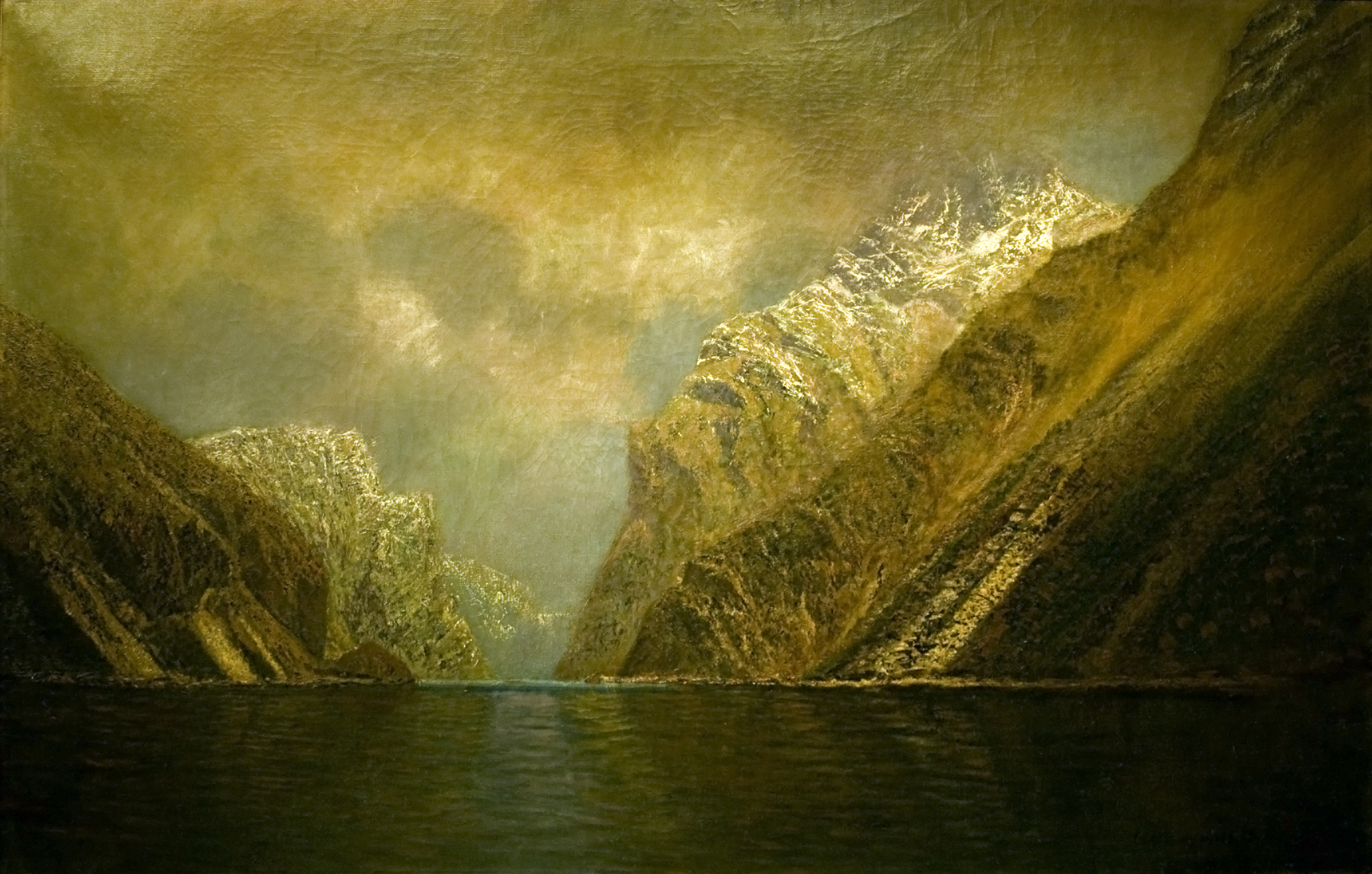
Portes de Fer sur le Danube
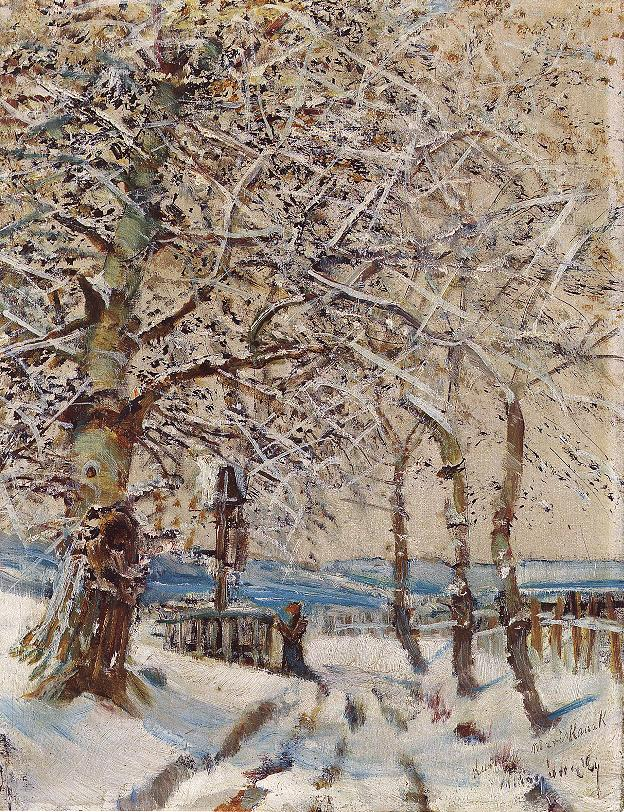
Arbres avec gelée blanche (1892)
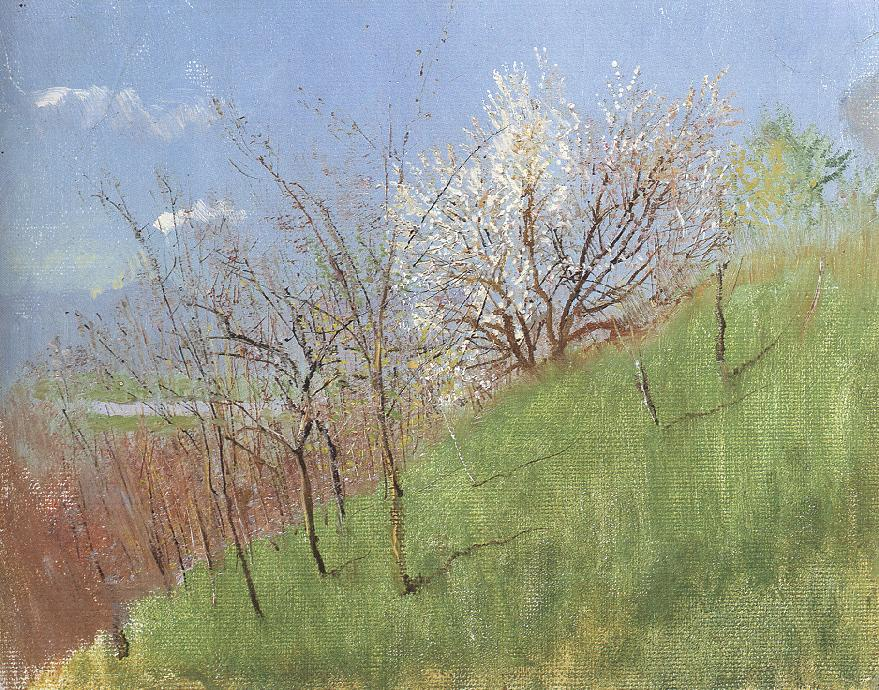
Colline au printemps (1903)
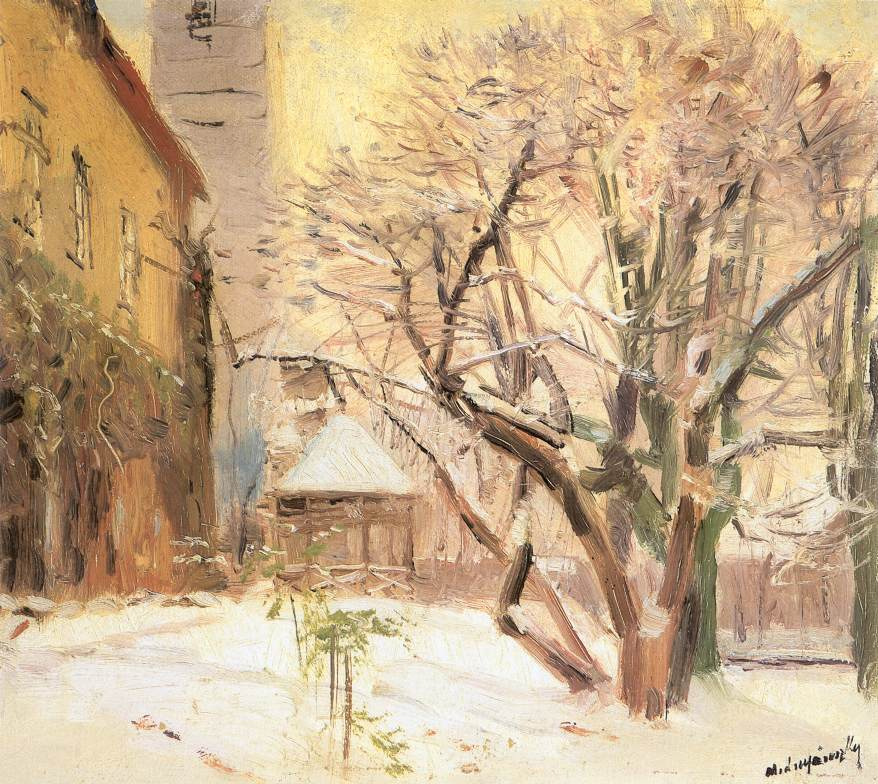
Cour en hiver (après 1910)
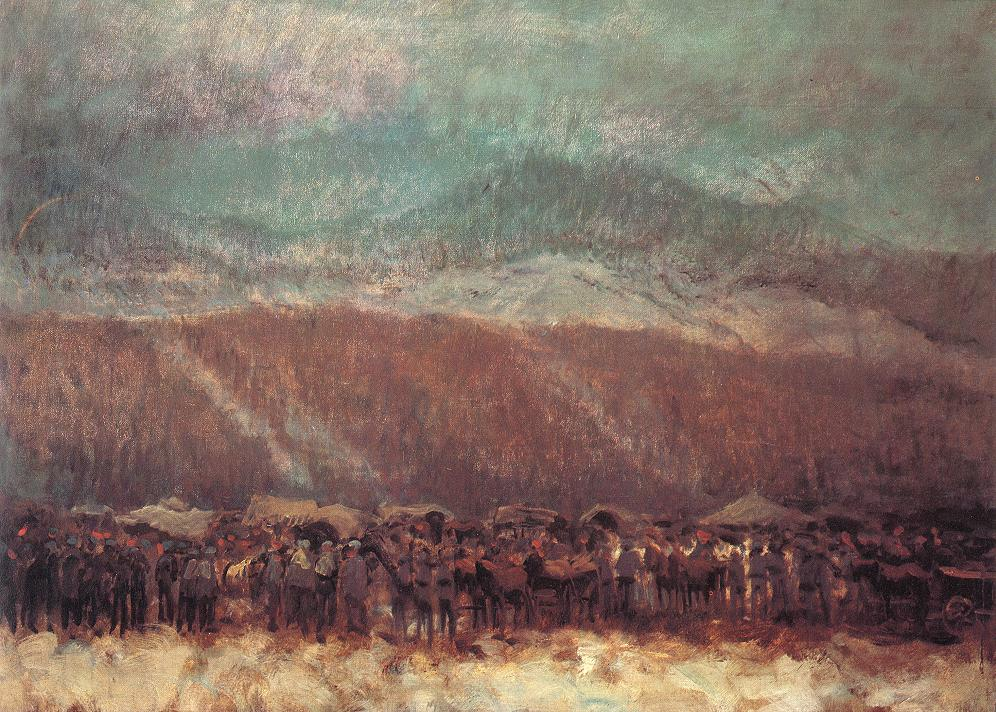
Campement
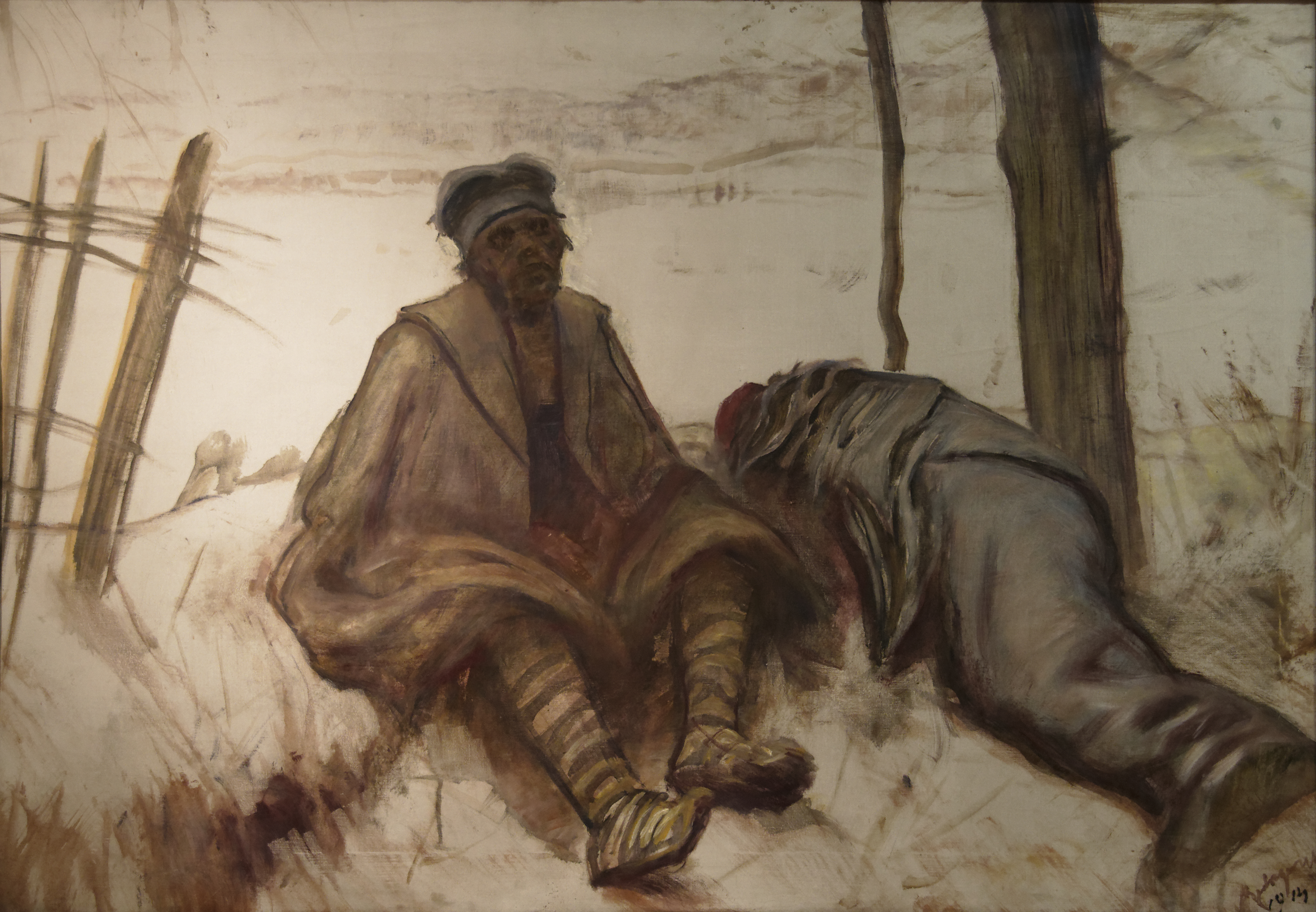
En Serbie (1914)
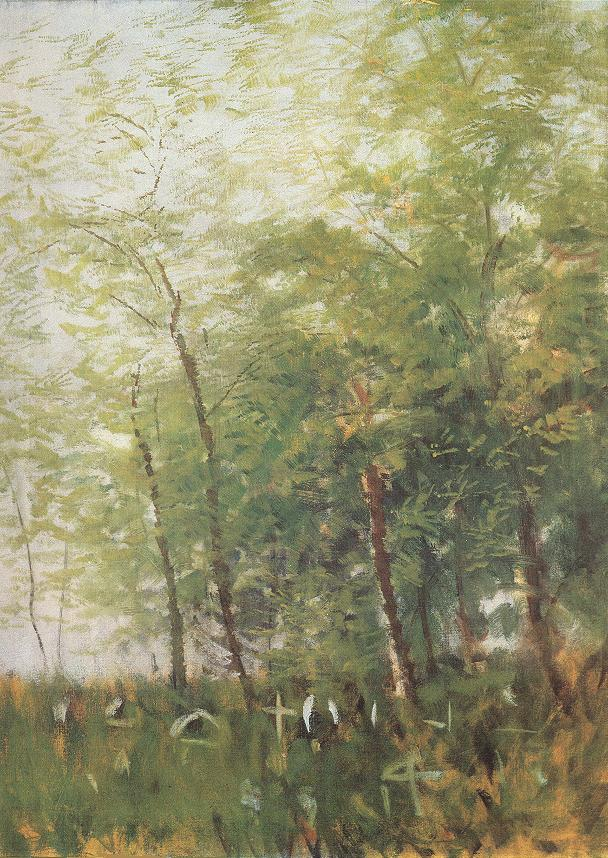
Orée d'une forêt avec des croix